# Wilhelm Pohl (Warenhaus)
Das Unternehmen Wilhelm Pohl war ein bedeutendes Wiener Sport- und Spielwarenhaus während der Monarchie. Das Hauptgeschäft befand sich an der Mariahilfer Straße 5 im 6. Bezirk Mariahilf.

## Geschichte

Werbung von Wilhelm Pohl (1900)

Werbung von Wilhelm Pohl (1901)

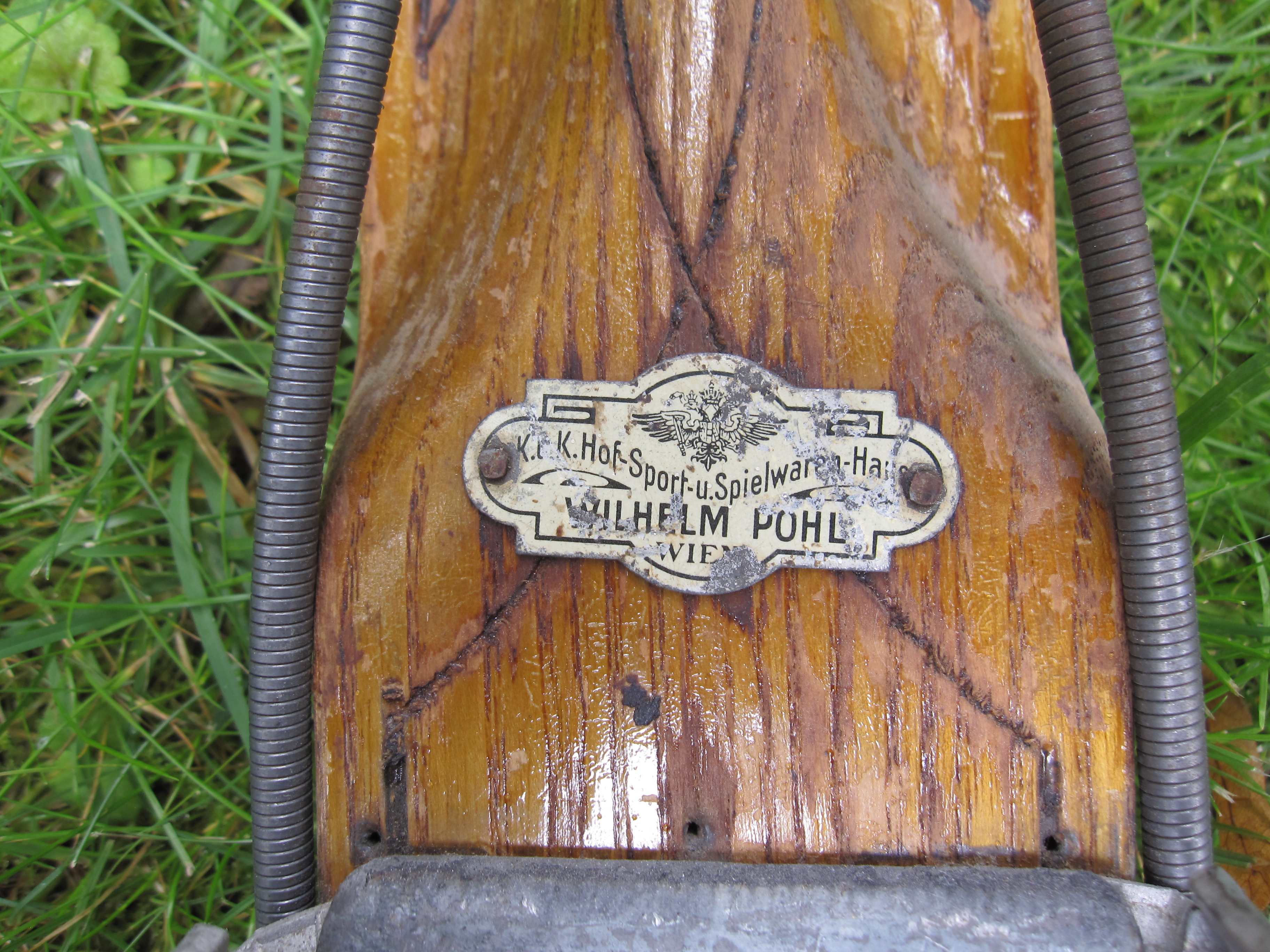
Skiausrüstung von Wilhelm Pohl

Gründer des Etablissement war Wilhelm Pohl sen., der im Jahre 1854 im Hause Mariahilfer Straße 5 ein Spielwaren-Großgeschäft den damaligen Bedürfnissen entsprechend eröffnete und durch kaufmännische Aufsicht und Geschäftssinn zu großem Erfolg führen konnte. Ein Wiener Bürger, verstand er es, mit seinen Kunden richtigen Umgang zu pflegen, und erkannte den Geschmack seiner Abnehmer und wählte danach seine Waren auf Lager. Da das Geschäft in seiner alten Form immer größer und bedeutender wurde, entschloss sich nach dem Tod von Wilhelm Pohl sen. sein Sohn Wilhelm Pohl jun. im Jahre 1893, die nicht mehr zeitgemäßen Räume umzugestalten. Er ließ am selben Grund ein für damalige Verhältnisse modernes Haus mit großem Geschäftsräumen erbauen und eröffnete ein Detailgeschäft, da in seiner Ausstattung und auch Warenanschaffung den damaligen Verhältnissen entsprach.
Großes Interesse widmete der junge Geschäftsinhaber dem immer wichtiger werdenden Sport, so dass die Firma Wilhelm Pohl in maßgebenden Gesellschaftskreisen als erste Bezugsquelle für Sport-Spiele und Requisiten galt. Nicht nur das gehobene Bürgertum und der Adel waren Kunden, sondern auch der kaiserliche Hof wurde beliefert. Für diese Verdienste und auf Grund der hohen Qualität der Ware wurde Wilhelm Pohl jun. im Jahre 1898 der Hoflieferantentitel erteilt und sein Unternehmen durfte sich „k.u.k. Hof-Sport- und Spielwarenhaus“ nennen. Im gleichen Jahr wurde auch ein Zweiggeschäft an der Kärntner Straße 39 im 1. Wiener Bezirk eröffnet. Dieses war mit großen Verkaufsräumen und Auswahl an Spielsachen und Sportspielen großzügig ausgestattet.
Wilhelm Pohl erkannte zur gleichen Zeit den großen Aufschwung in Spielsachen während der Jahre, die sich im Laufe der Jahrzehnte zwischen der Gründungszeit und später stark verändert haben. Während früher nur einfaches Spielzeug geschaffen wurde, beschenkte man später Kinder mit komplex ausgestatteten Sachen und es gab im praktischen Leben kaum eine Erfindung, die nicht auch auf Spielwaren seine Anwendung fand.
Die stattlichen Geschäftsräume der Firma Wilhelm Pohl konnten zu den Sehenswürdigkeiten Wiens gereiht werden, denn die darin zur Schau gebrachten Sachen waren nicht nur den Kindern eine Freude, sondern auch Erwachsene fanden darin Interesse. Nach Wilhelm Pohl jun. wurde sein Compagnon Hans Ehrlich zum Chef bis in die 1920er Jahre.